# Obleganje Edese
Obleganje Edese je bil vojaški spopad med križarsko Grofijo Edeso in Zengidi, muslimansko dinastijo turškega porekla iz severne Mezopotamije.  Obleganje je trajalo od 28. novembra do 24. decembra 1144. Končalo se je z zmago Zengidov in imelo za posledico drugo križarsko vojno. 

## Zgodovinsko ozadje
Grofija Edesa je bila prva država, ki so jo ustanovili križarji med prvo križarsko vojno. Bila je najbolj severna, najšibkejša in najmanj naseljena križarska država, zato je bila pogosta tarča napadov sosednjih muslimanskih držav, katerim so vladali Ortokidi, Danišmendi in Seldžuki. Grof Baldvin II. in bodoči grof Joscelin  Courtenayski sta bila po porazu v bitki pri Harranu leta 1104 v danišmendskem ujetništvu. Leta 1122 so ju ponovno ujeli. Po bitki pri Azazu leta 1125 si je država nekoliko opomogla, toda leta 1131 so Joscelina v bitki ubili in njegov naslednik Joscelin II. je bil primoran skleniti zavezništvo z Bizantinskim cesarstvom. Leta 1143 sta cesar Ivan II. Komnen in jeruzalemski kralj Fulk Anžujski umrla. Ivana je nasledil sin Manuel I. Komnen, ki se je ukvarjal predvsem z utrjevanjem svojega položaja, Fulka pa sta nasledila žena Melisenda in sin Baldvin III.. Joscelin II. je bil razen tega tudi v stalnih sporih z Rajmondom II. Tripolijskim in Rajmondom Antioškim, tako da  ni imela Edesa nobenega močnega zaveznika. 

## Obleganje
Leta 1144 je Joscelin sklenil zavezništvo s Kara Aslanom, ortokidskim vladarjem Diyarbakırja, proti vedno močnejšemu vladarju Zengiju. Joscelin je zato s skoraj celo edeško vojsko odšel na pomoč Kara Aslanu, ki se je vojskoval z Alepom. Zengi je že od leta 1143 izkoriščal Fulkovo smrt, po Joscelinovem odhodu pa je odšel na sever in 28. novembra prišel do Edese. V mestu so za njegov prihod vedeli in so se pripravili na obleganje, toda njihova moč je bila premajhna.  
Obrambo mesta so vodili latinski nadškof Hugo II., armenski škof Ivan in jakobitski škof Bazilij. Ivan in Bazilij sta zagotovila, da noben v mestu rojeni kristjan ne bo prebegnil k Zengiju. Ko je Joscelin izvedel za obleganje, se je zavedal, da brez pomoči drugih križarskih držav Zengija ne bo mogel pregnati, zato se je z vojsko umaknik v trdnjavo Tilbeşar. Jeruzalemska kraljica Melisenda se je na Joscelinovo prošnjo odzvala in mu poslala pomoč, Rajmond Antioški pa se za njegovo prošnjo ni menil, ker se je njegova vojska v Kilikiji  bojevala z Bizantinskim cesarstvom.
Ko je Zengi ugotovil, da v Edesi ni vojske, ki bi jo branila, je mesto popolnoma obkolil. Začel je graditi oblegovalne naprave in izpodkopavati mestno obzidje. Njegovo vojsko so kmalu okrepili  Kurdi in Turki Oghuzi. Meščani so se hrabro upirali, vendar z obleganji niso imeli nobenih izkušenj, tako da so bili številni obrambni stolpi brez posadke. Tudi z izpodkopavanjem obzidja niso imeli nobenih izkušenj, zato se je 24. decembra del obzidja v bližini mestnih vrat porušil. Zengijeva vojska je vrdla v mesto in ubijala vse, ki jim ni uspelo pobegniti v mestno citadelo. V paniki, ki je nastala, se je v bežeči množici mnogo ljudi zadušilo ali pa so jih pohodili do smrti. Med žrtvami je bil tudi nadškof Hugo. Zengi je ukazal, da se klanje prekine, ujetnike pa so kljub temu pobili. V mestu rojeni kristjani so potem lahko živeli svobodno. 
Citadela se je predala 26. decembra. Guverner mesta je postal Zajn ad-Din Ali Kučuk, eden od Zengijevih generalov. Vodja kristjanov je postal škof Bazilij, ki je bil zaradi miru očitno pripravljen priznati kakršno koli mestno oblast. 

## Posledice
Januarja 1145 je Zengi osvojil Suruç in oblegal Birecik, potem pa je končno prišla jeruzalemska vojska in se pridružila Joscelinovi vojski. Poleg sovražne vojske so začeli Zengiju groziti tudi nemiri v Mosulu, zato se je na hitro vrnil domov. V Mosulu so ga slavili kot »branilca vere« in ga imenovali al-Malik al-Mansur – zmagoviti kralj. 
Križarji so se bali, da bo Zengi napadel še preostalo ozemlje Grofije Edese ali celo Kneževino Antiohijo, vendar je bil za tak podvig prešibak. Joscelin je ostankom grofije vladal iz Diyarbakırja, njegovo ozemlje pa se je stalno manjšalo. Nekaj so ga osvojili muslimani, nekaj pa ga je sam prodal Bizantincem.  
Leta 1146 je Zengija med obleganjem Qalat Džabarja ubil eden od njegovih sužnjev. Nasledil ga je sin Nur ad-Din. Joscelin je izkoristil njegovo smrt in oktobra 1146 osvobodil celo Edeso razen citadele. Zaradi slabo načrtovanega pohoda in brez podpore drugih križarskih držav mesta ni mogel obdržati in se je moral že decembra umakniti. Celotno prebivalstvo so muslimani potem izgnali in mesto je opustelo. 
Novice o padcu Edese so prišle v Evropo leta 1145 in papež Evgen III. je takoj napovedal drugo križarsko vojno. Drugi križarski pohod sta vodila francoski kralj  Ludvik VII. in nemški kralj Konrad III. Njuna vojska je leta 1148 doživela katastrofo in ni nikoli prišla do Edese.